# Pátan (Nepál)
Lalitpur, historicky Pátan (v sanskrtu पाटन) je jedno z největších měst v Nepálu. Nachází se v údolí Káthmándú v provincii Bágmatí, hned vedle hlavního města Káthmándú. Město je známé především množstvím kulturních památek, pročež je častým cílem turistů. Podle sčítání lidu z roku 2021 měl Pátan kolem 300 tisíc obyvatel.

Pátan (Bhágmatí)
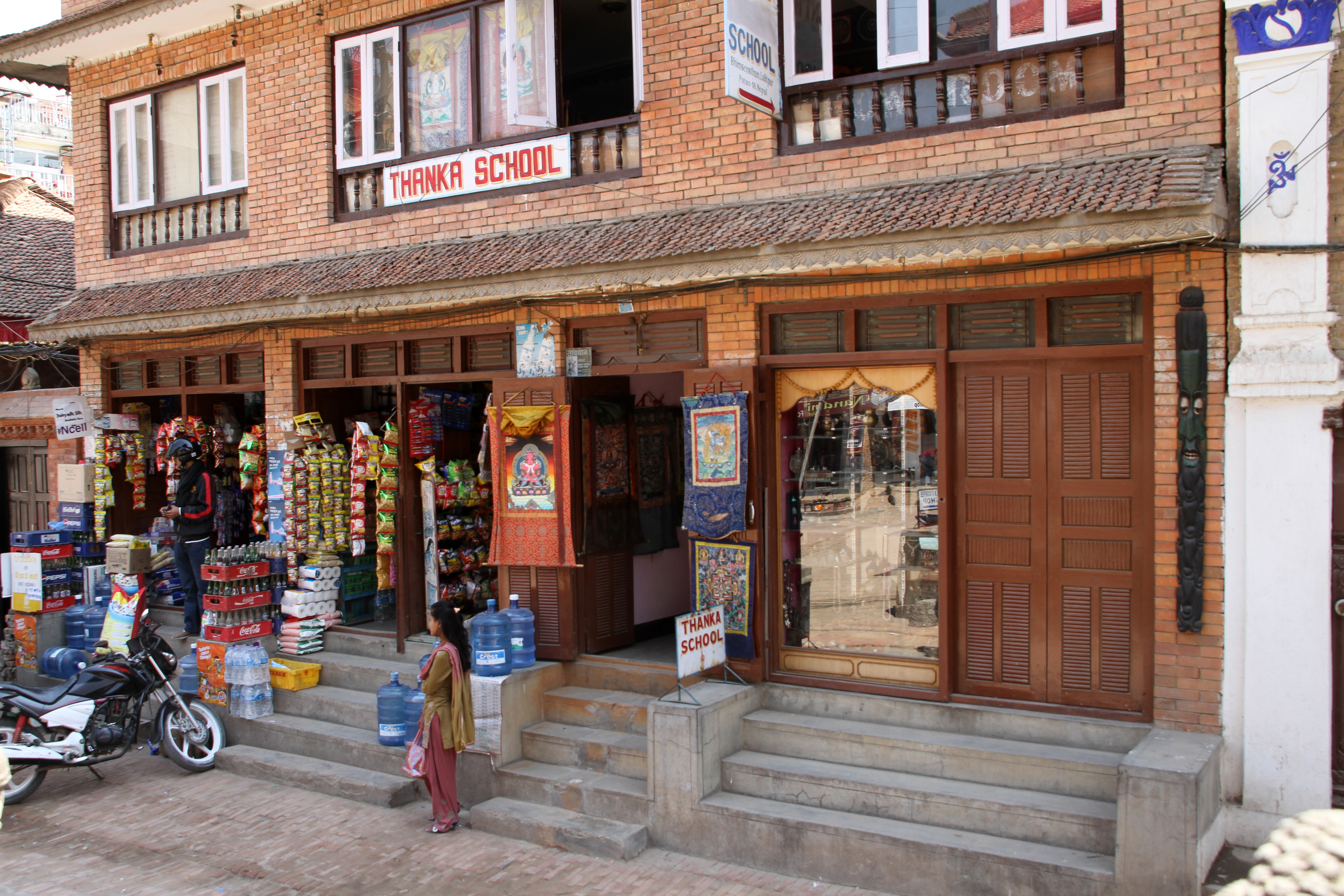
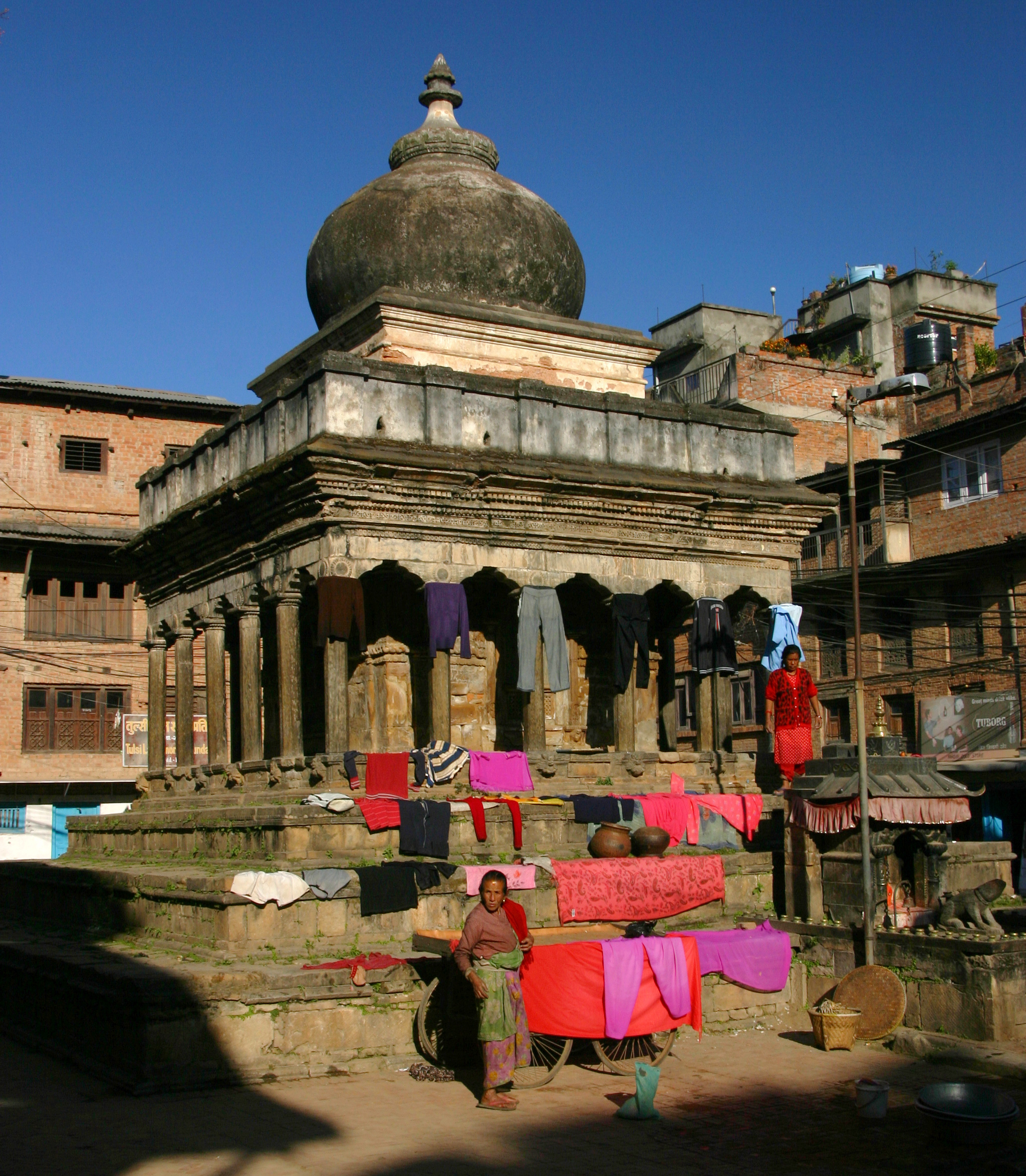
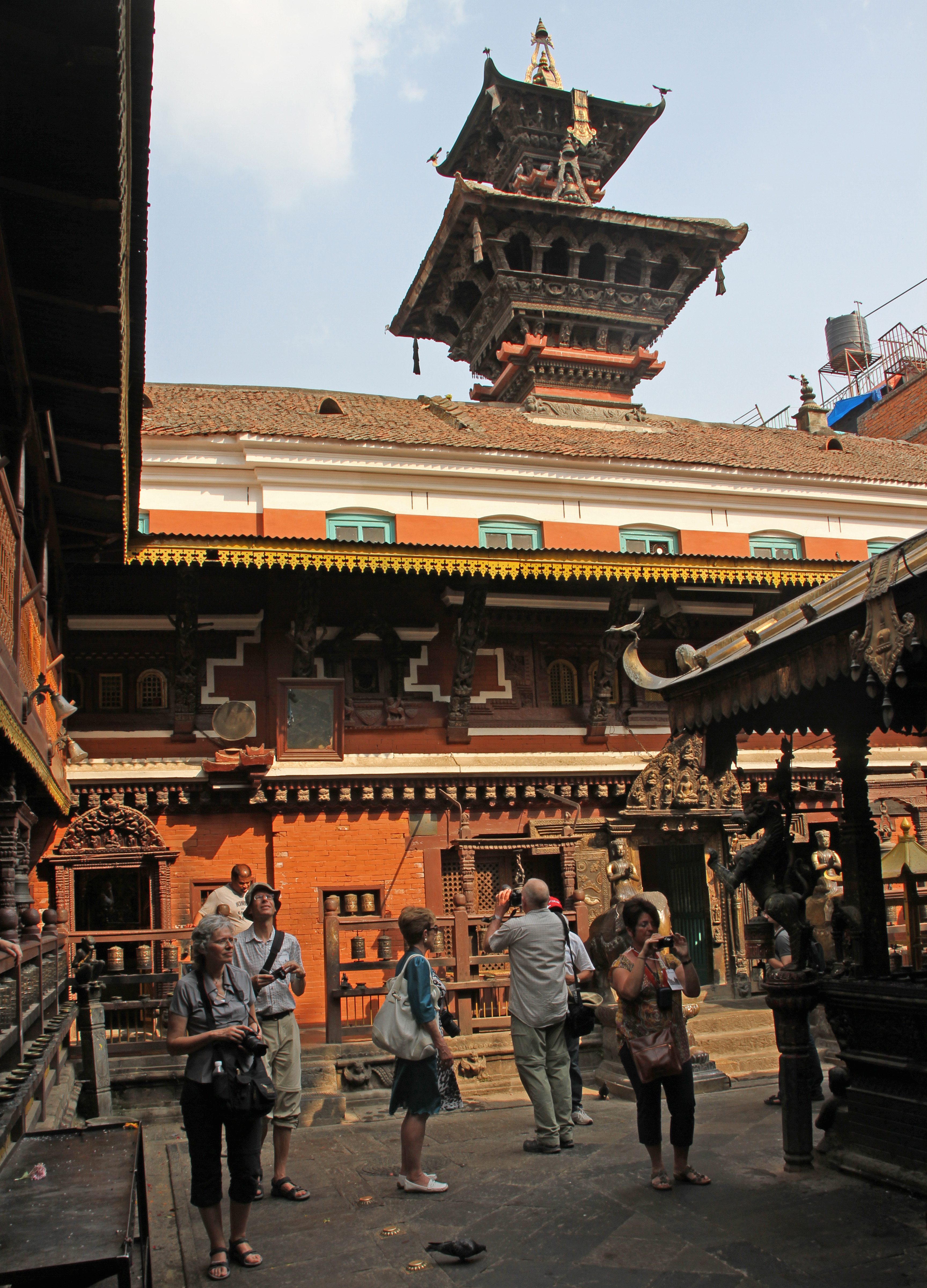
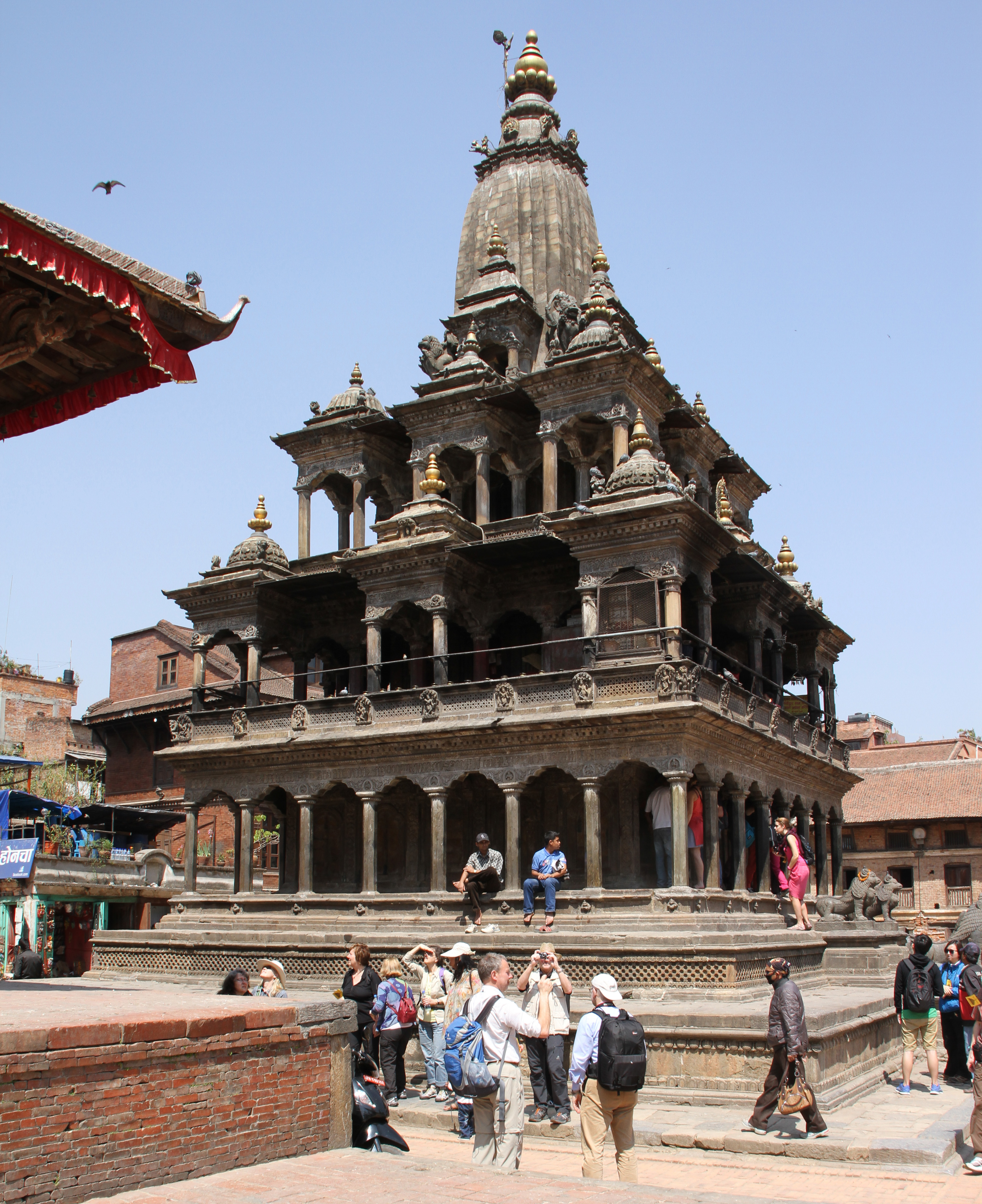
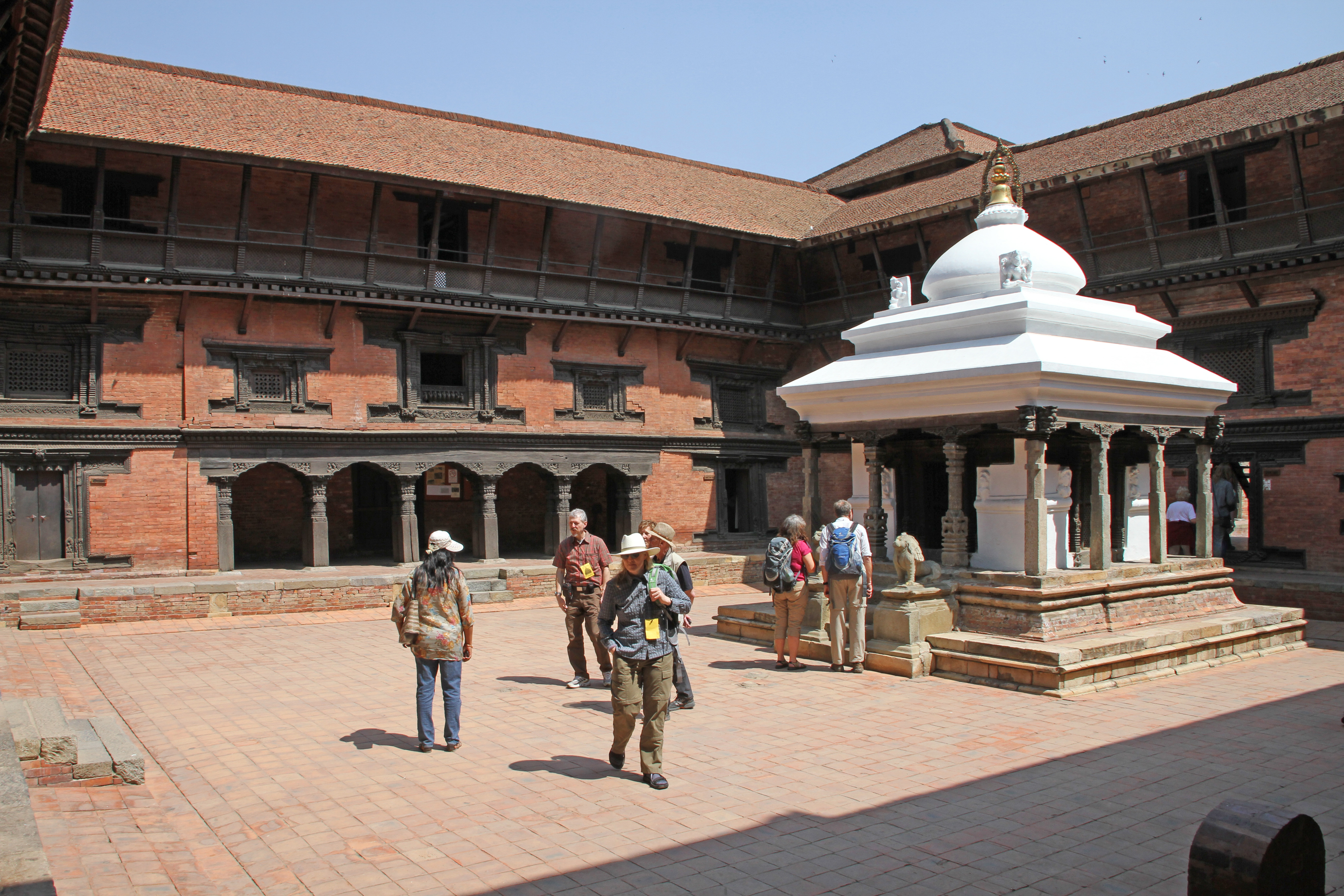
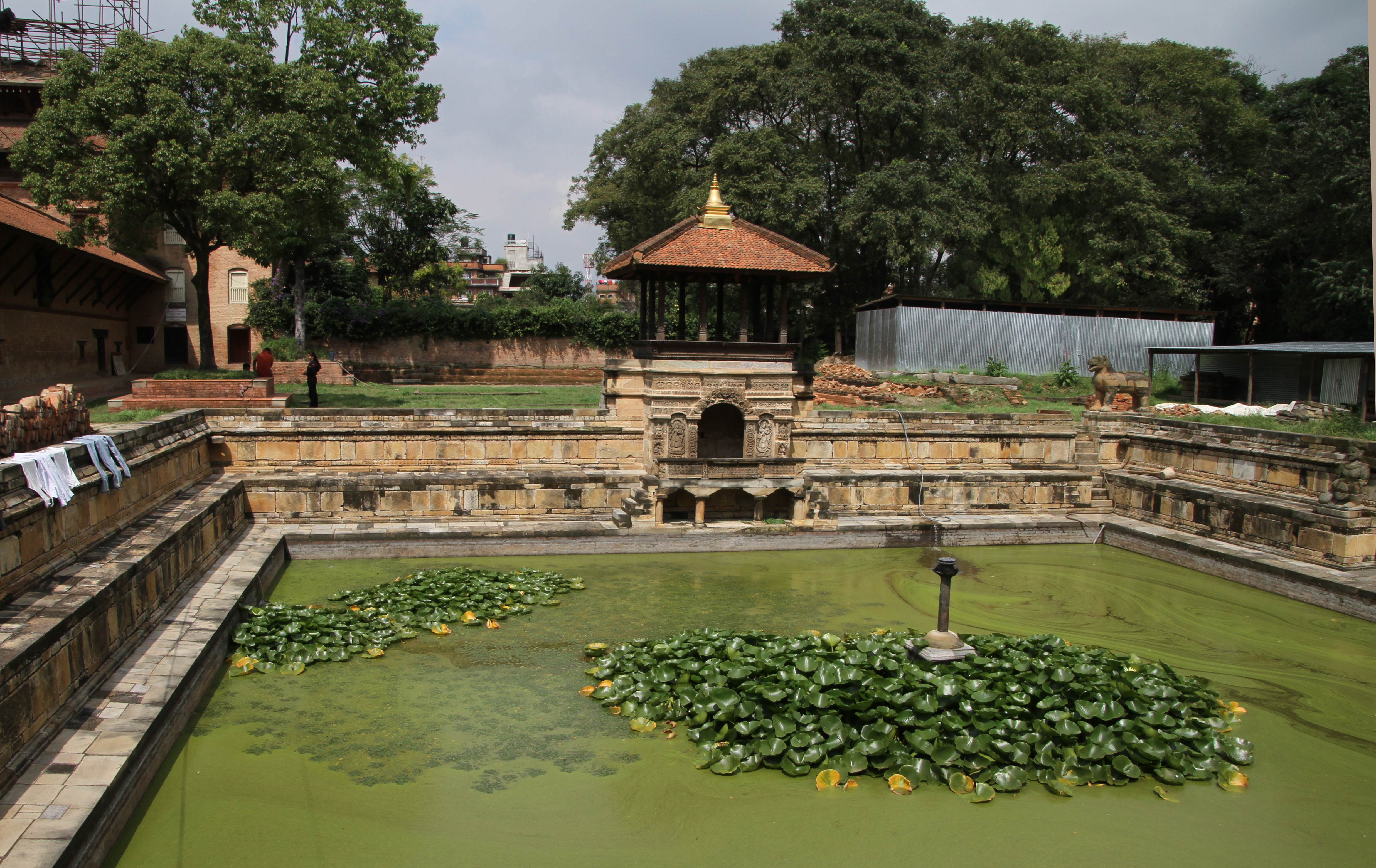
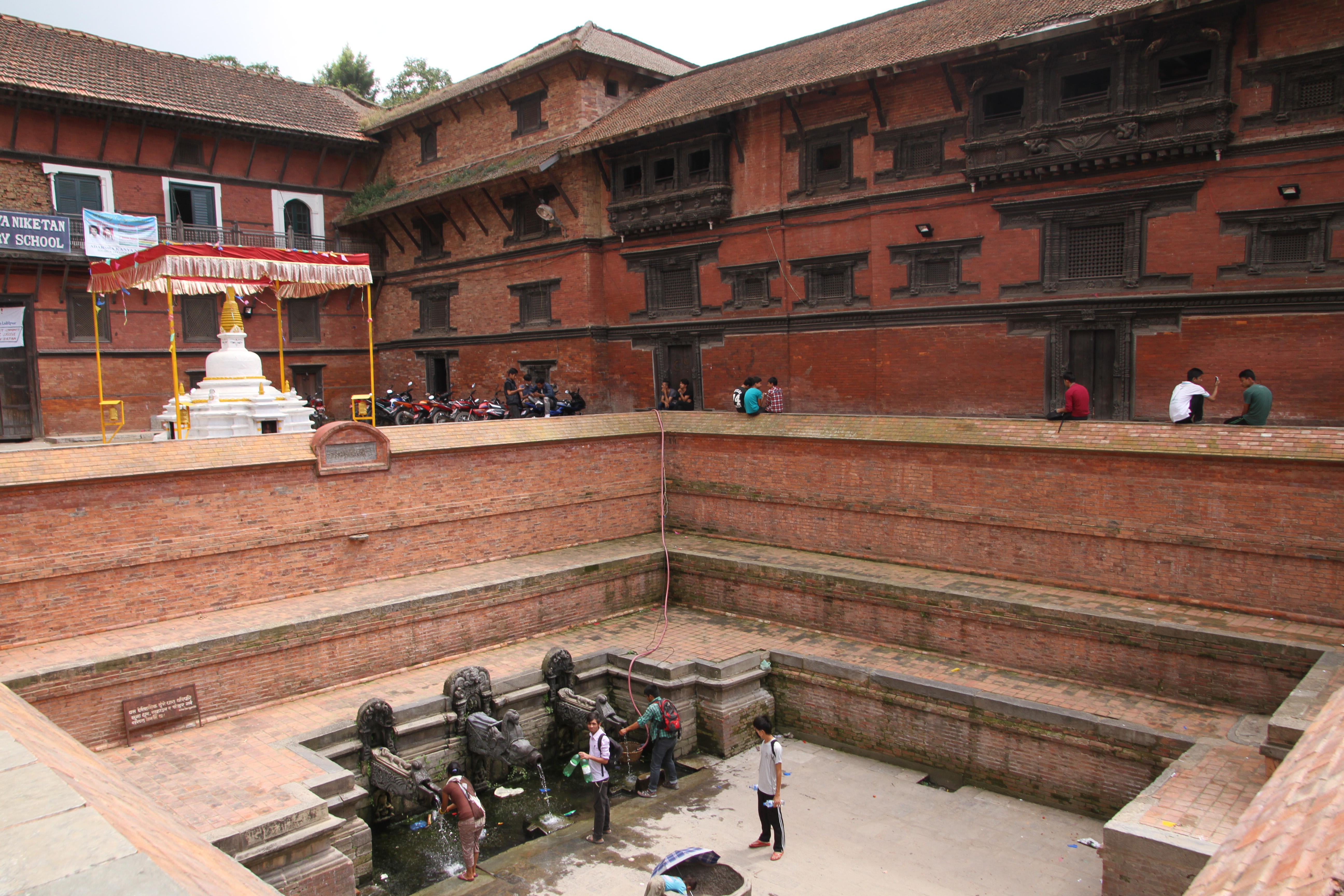
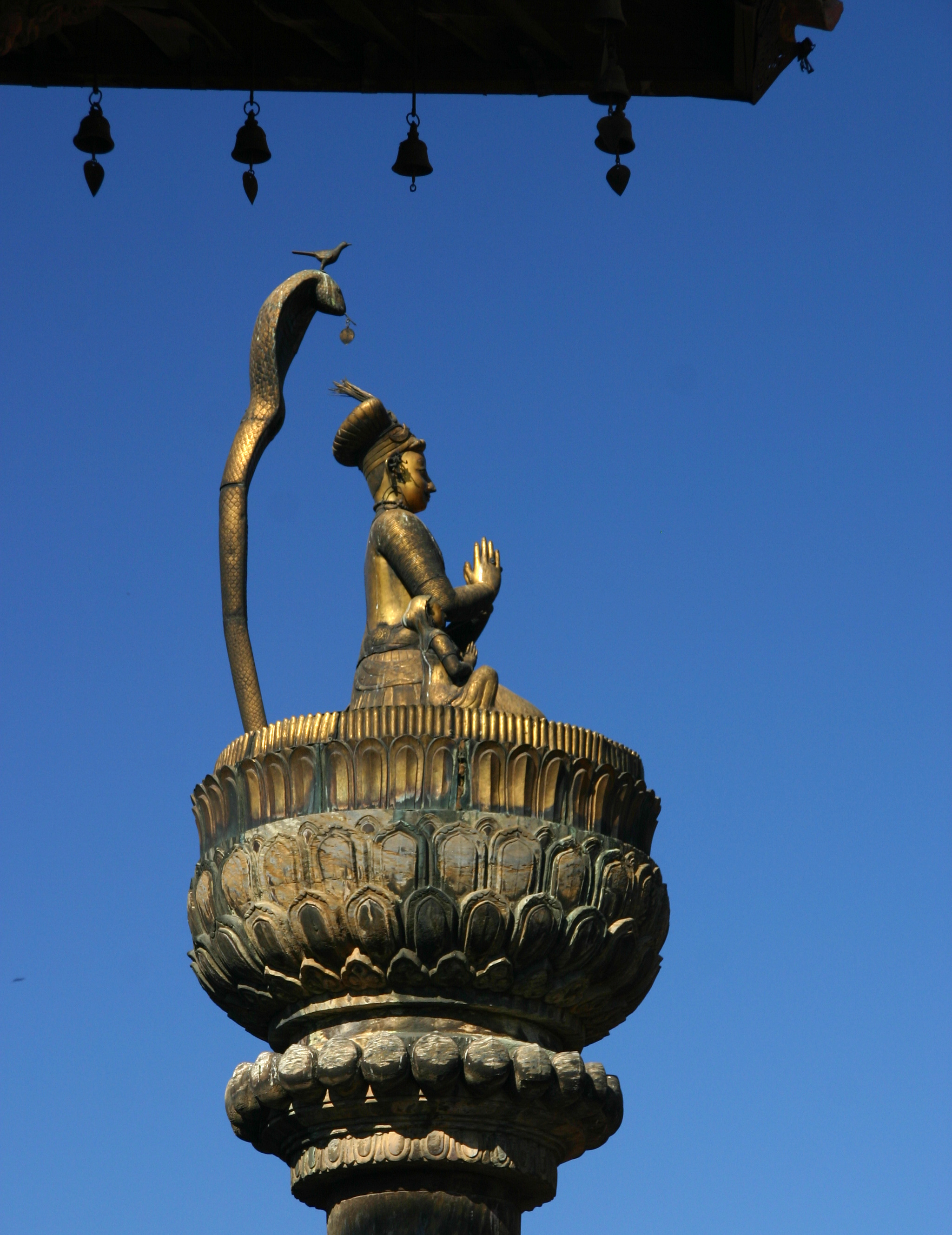